# All Together 4 Sports
A All Together 4 Sports, ou AT4S, ou AT4SPORTS, é uma organização sem fins lucrativos dedicada à promoção do desporto inclusivo e à criação de um ambiente seguro e acessível para todos os participantes, independentemente de género, orientação sexual, idade, cor, etnia, religião, entre outras características.

## História
A All Together 4 Sports (AT4S) foi fundada em fevereiro de 2010, inicialmente sob o nome Boys Just Wanna Have Fun Sports Club  (BJWHF). 
Actualmente, é uma das associações desportivas de cariz LGBTQIA+ mais representativas em Portugal, com cerca de 200 associados que praticam diversas modalidades, incluindo Rugby, Voleibol, Natação, Futebol, Corrida e Tango. As equipas tem conquistado diversas vitórias, não só desportivas, como também na quebra de barreiras e preconceitos presentes na sociedade civil e na promoção da prática desportiva entre todos. 
A Associação conta com diversos títulos nacionais e internacionais, fazendo história para Portugal ao alcançar 11 Medalhas nos Gay Games, nas modalidades de Natação, Corrida e Ténis, realizado em Paris, e ao vencer o Bingham Cup 2018 na modalidade de Rugby, em Amesterdão.

### Mudança de nome
O rebranding para "All together 4 sports" reflete o compromisso da associação em ser mais inclusiva e abrangente, indo além da abordagem inicial, que era mais focada na criação de uma comunidade de desporto recreativo para homens. A mudança de nome marca uma nova fase, focada na promoção da diversidade e igualdade no desporto, com iniciativas que visam envolver a comunidade mais ampla, incentivando a prática desportiva como uma ferramenta para o bem-estar físico e mental.
A associação organiza eventos e atividades desportivas variadas, desde torneios de futebol a sessões de treino de diversas modalidades, promovendo também o espírito de equipa e camaradagem entre os membros. Além disso, "All together 4 sports" defende uma forte mensagem contra a discriminação e promove o desporto como um veículo para a inclusão social e a saúde.

### Presidentes da associação
- 2010:  Filipe Almeida Santos
- 2010-2015:  Ricardo Pires Morgado
- 2015-2018:  Luís Rhodes Baião
- 2018-2019:  Rúben Filipe Coelho
- 2019-2024:  Álvaro Miguel Cardoso
- 2024:  Carlos Sampaio

## Modalidades

### Rugby
Os Dark Horses Rugby são uma equipa de rugby inclusiva de Lisboa, criada a 5 de Setembro de 2009 pelo fundador Filipe de Almeida Santos e mais 30 pessoas. 
O 1º encontro foi na Praça das Flores e o primeiro treino no Parque da Quinta das Conchas.
Os Dark Horses para além de possuírem uma componente importante de integração e inclusão social, competem no Campeonato Nacional de Equipas Emergentes, no Campeonato Europeu, denominado por Union Cup , no Campeonato Mundial conhecido por Bingham Cup e pontualmente noutros torneios nacionais e internacionais.

### Futebol
Os Lisbon Foxes Football são uma equipa de futebol inclusiva.

### Natação
Os Lisboa Poolsharks são uma equipa de natação Master inclusiva, fundada em Novembro de 2014, a equipa conta atualmente com 70 atletas e tem-se destacado nos campeonatos nacionais com classificações entre as oito primeiras equipas.
Também conhecidos por Poolsharks, continuam a crescer e a promover a equidade e inclusão para atletas de todas as orientações sexuais, origens étnicas, religiões, géneros, níveis de desempenho e capacidades financeiras.
História
A equipa de natação Lisboa Poolboys Swim Team nasce em novembro de 2014 por vontade e empenho de um grupo de nadadores unidos pelo gosto comum na natação.
A equipa Lisboa Poolboys Swim Team integrou a associação desportiva BJWHF Sports Club (atualmente designada por Associação All Together 4 Sports) no dia 1 de Abril de 2015, com o objetivo de diversificar a oferta desportiva nesta associação seguindo o mesmo princípio inclusivo das outras modalidades.
Portugal ganha a oportunidade de entrar no circuito Nacional e Internacional de desporto aquático através da Associação AT4SPORTS representado por esta equipa que pretende, para além do gosto pela modalidade, promover harmonia, saúde física e mental, e também no desejo de combinar a competição desportiva com a luta contra qualquer tipo de discriminação.
No início da época desportiva de 2019/2020 a equipa altera o nome de Lisboa Poolboys & Girls para
Lisboa Poolsharks.
Treinos
Os treinos são orientados por 2 treinadores e os nadadores estão distribuídos em 4 níveis:
Nível 0 - AMA (Adaptação ao meio aquático)
Nível 1 - INICIAÇÃO
Nível 2 - MANUTENÇÃO
Nível 3 - COMPETIÇÃO
Os treinos realizam-se nas piscinas do Centro Desportivo Nacional do Jamor - Piscina 50m de comprimento com 2m de profundidade e na Piscina 25m de comprimento com 1,25m de profundidade.

### Voleibol
Os Lisbon Crows são uma equipa de voleibol inclusiva.

### Corrida
A partir do grupo corrida Boys Just Wanna Have Fun nasceram os Lisbon Panthers Running. Uma equipa inclusiva e unida pelos valores da associação desportiva All Together 4 Sports.
Juntamente com as outras equipas promovem no desporto a diversão, integração e competição saudável.

### Outras modalidades
Para além do rugby, futebol, natação, voleibol e corrida na All Together 4 Sports, tambem se pratica tango conhecidos por Tango4Fun.

## Eventos

### Pitch Beach
Onde campeões encontram a diversão!
Pitch Beach é um evento desportivo internacional inclusivo, organizado pela associação All Together 4 Sports, que acontece todos os verões em Lisboa. 
O evento traz três dias intensos de competições em diversas modalidades desportivas, tanto em espaços interiores como ao ar livre, envolvendo atletas LGBTQ e aliados de todo o mundo.
Destaques do Evento
Dia de Batalhas no Campo: Durante os dois primeiros dias, equipas competem em modalidades como Rugby, Touch, Voleibol, Futebol e Natação em várias instalações desportivas espalhadas por Lisboa.
Dia de Confrontos na Praia: No terceiro dia, as competições deslocam-se para a praia, com torneios de Rugby, Touch, Voleibol e Futebol num ambiente descontraído, rodeado pela beleza natural da costa lisboeta.
Atividades Sociais: Para além das competições desportivas, o Pitch Beach promove atividades sociais, incluindo festas noturnas e eventos de convívio, criando oportunidades para os atletas se conectarem e celebrarem a inclusão e a diversidade.
Modalidades Desportivas
Futebol: Competição acirrada entre equipas internacionais.
Rugby: Desporto de contacto, destacando a união e a força entre atletas.
Touch: Variante do Rugby que privilegia a rapidez e agilidade.
Voleibol: Disputado em campos de areia e piso duro.
Natação: Provas aquáticas que colocam à prova a destreza e resistência.
Equipas Emblemáticas: Equipas lendárias participam todos os anos no Pitch Beach, tais como os DarkHorses (Rugby e Touch), Lisbon Crows (Voleibol), Lisboa PoolSharks (Natação) e Lisbon Foxes (Futebol).
Missão e Impacto
Desde a sua fundação, a All Together 4 Sports tem sido um pilar na promoção de comunidades desportivas LGBTQ inclusivas, usando o desporto como uma plataforma para promover a camaradagem, a amizade e o espírito desportivo entre atletas de diferentes contextos.

## Patrocínio
A equipa de Rugby é patrocinada por Finalmente Club
A equipa de futebol é patrocinada por LisboaPride, Villa 3 Caparica e AEG
A equipa de natação é patrocinada por Trumps
A equipa de voley é patrocinada por Planamatch